# Wojciech Durek

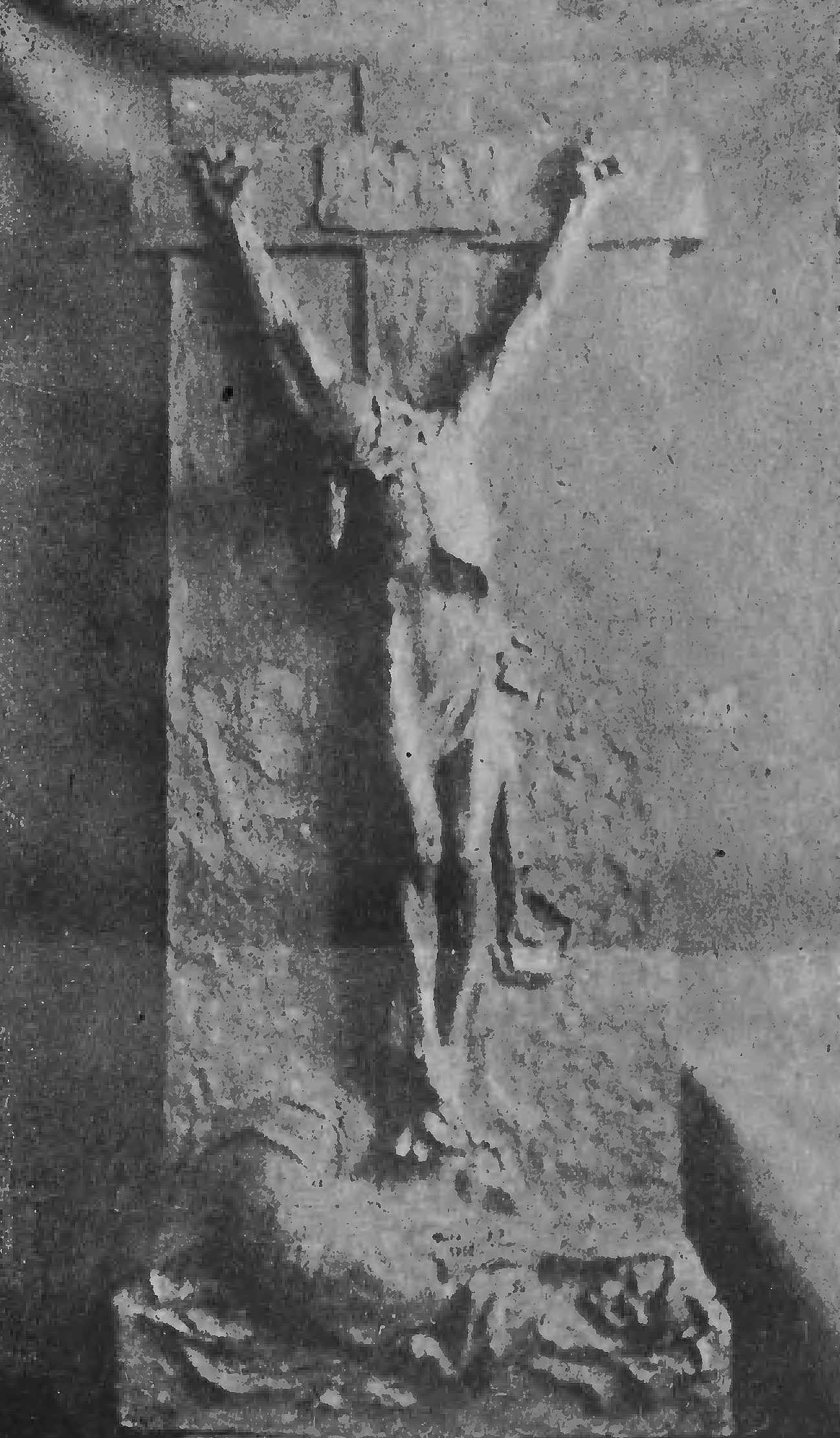
Chrystus na krzyżu (przed 1920)

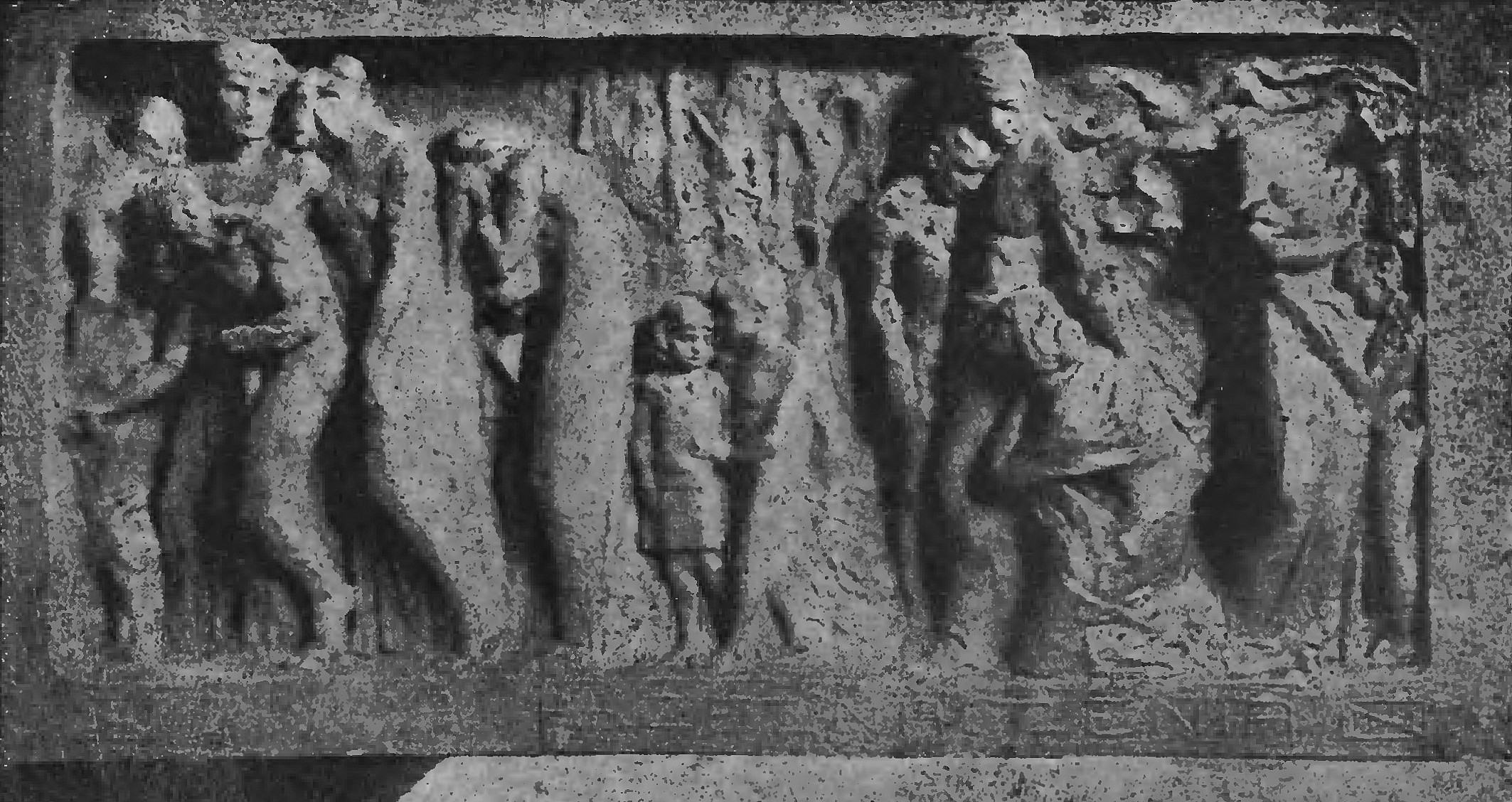
Droga do przeznaczenia (przed 1920)

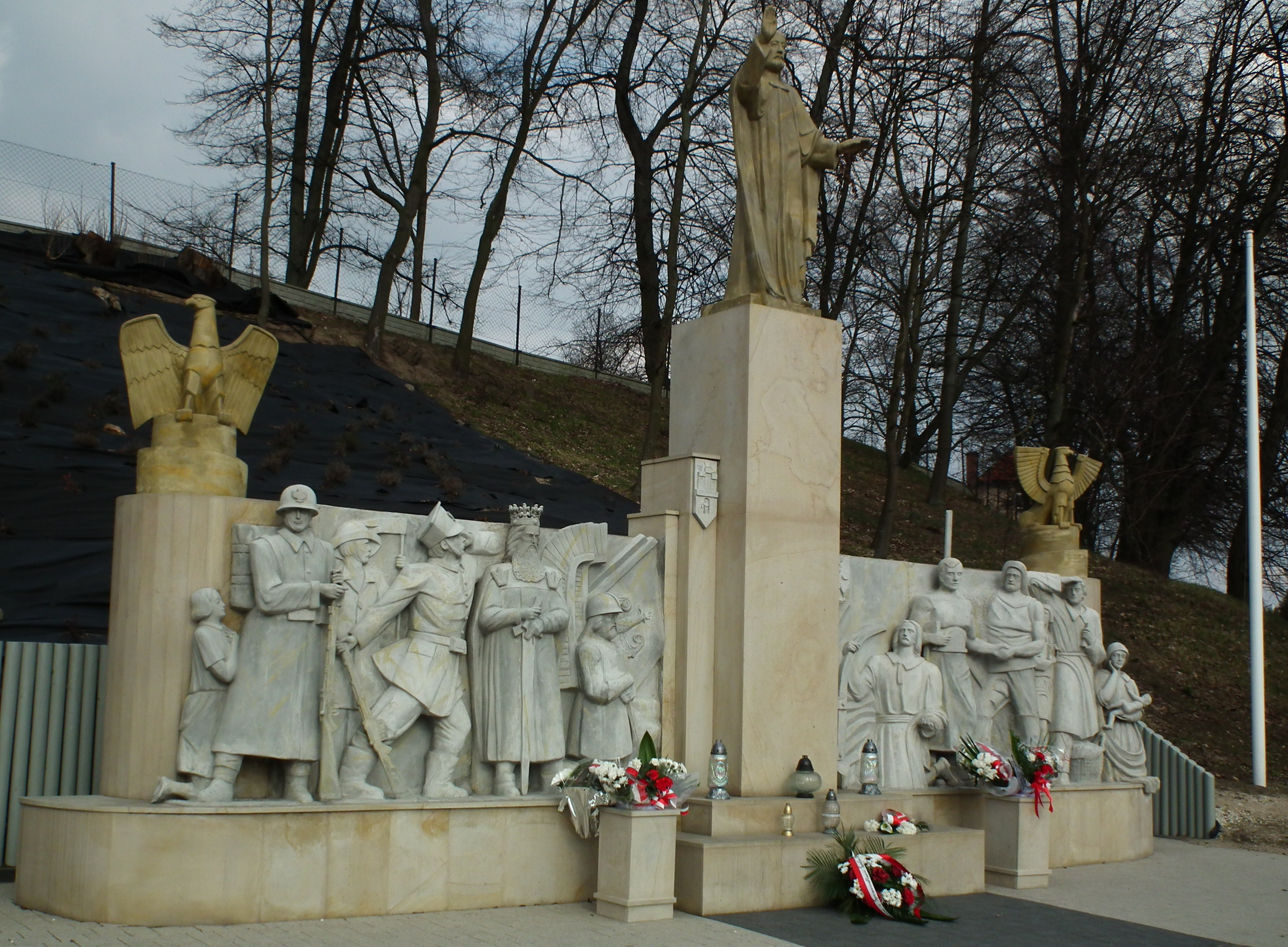
Pomnik Wdzięczności ku czci Chrystusa Króla w Sępólnie Krajeńskim (1938; wraz z Ignacym Zelkiem)

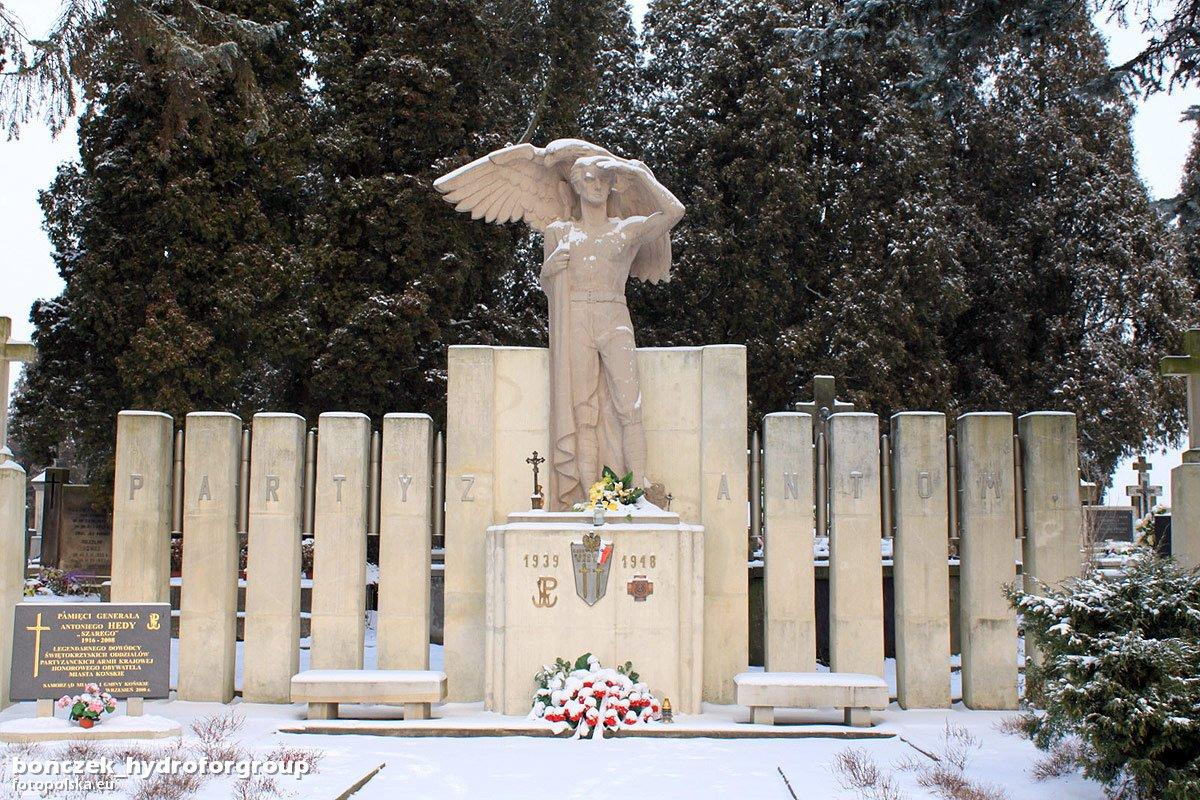
Pomnik „Partyzantom”, Końskie odsłonięty 1 listopada 1947 r.

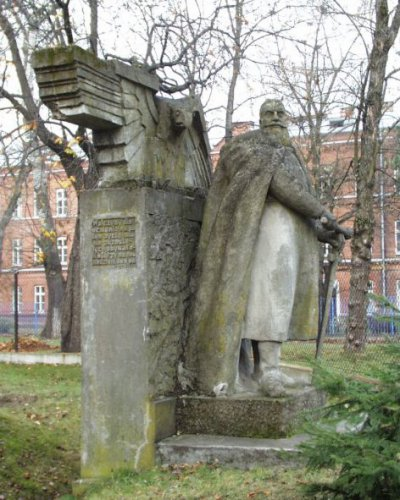
Jeden z pominków na terenie Szkoły Podchorążych Piechoty w Komorowie

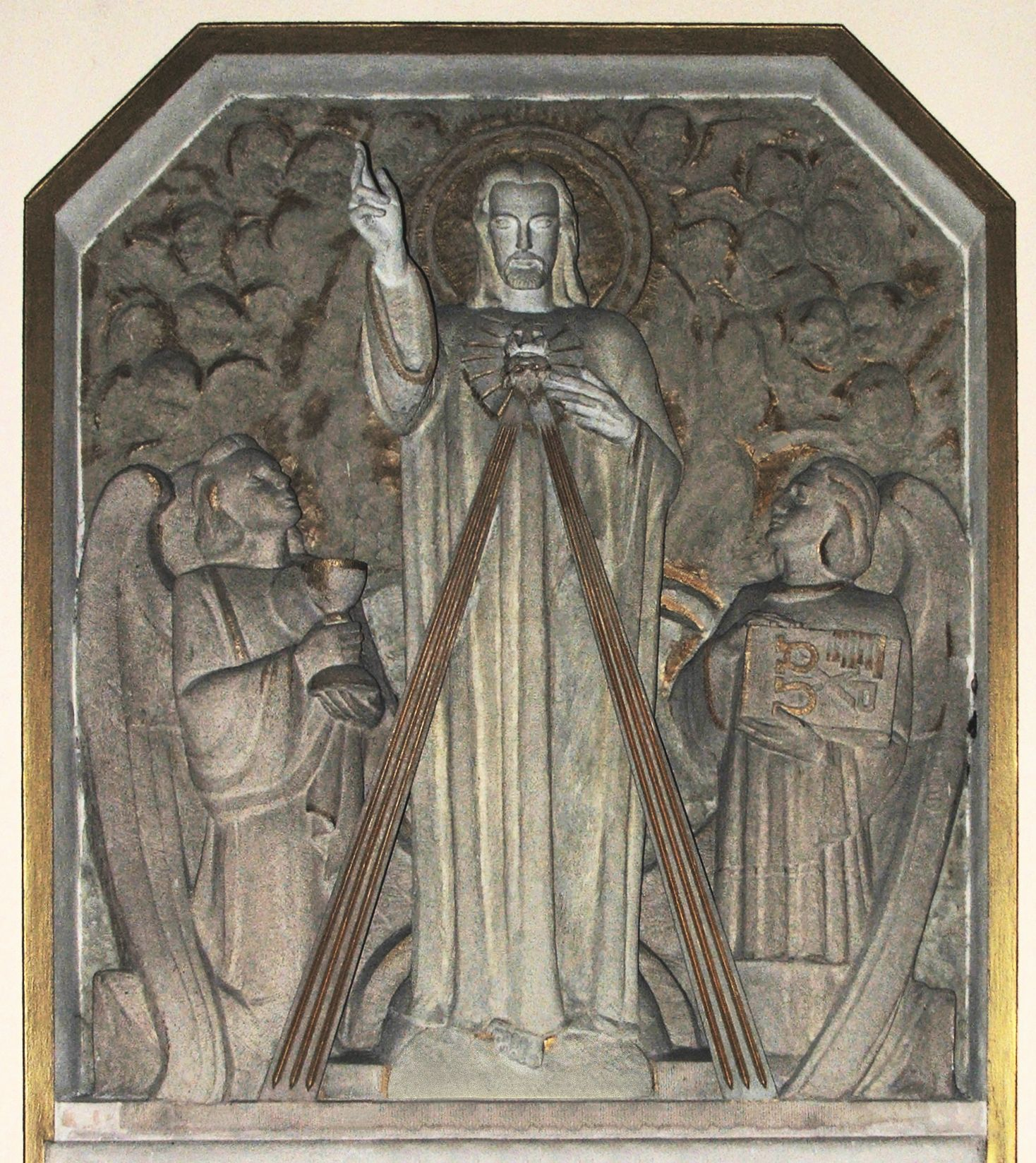
Rzeźba Chrystusa Miłosiernego z kościoła seminaryjnego w Ołtarzewie

Wojciech Aleksander Durek (ur. 23 marca 1888 w Małej, zm. 29 czerwca 1951 w Kielcach) – polski artysta rzeźbiarz i malarz.

## Życiorys
Był synem Franciszka i Marii z Magierów. Studia artystyczne odbył w Wyższej Szkole Przemysłowej w Krakowie, kontynuował je w szkole zawodowej w Laas (Tyrol) oraz w Accademia di Belle Arti w Mediolanie, którą ukończył w 1911. Odbył również praktykę rzeźbiarską w Grazu (1915). W okresie międzywojennym mieszkał w Toruniu, gdzie działał w miejscowej Konfraterni Artystów. Prowadził przez pewien czas wspólną pracownię z zaprzyjaźnionym artystą Ignacym Zelkiem, z którym współpracował przy projektach rzeźbiarskich. Było to atelier „Rzeźba”, mieszczące się przy ulicy Sukienniczej, które oferowało swoim klientom „projekty i wykonanie wszelkich urządzeń wnętrz kościelnych, jak: ołtarze, feretrony, figury św., witraż, obrazy olejne, polichromie itd., figur przydrożnych, rzeźb rodzajowych, jak: ozdób do ogrodów, sztukaterii itp. oraz grobowców w sztucznym kamieniu, granicie i marmurze”. Durek opuścił Toruń prawdopodobnie pod koniec lat 20.; po II wojnie światowej osiadł w Kielcach.
Wielokrotnie prezentował publicznie swoje prace. Wystawy miał m.in. w Krakowie (1920), Warszawie (1920), Toruniu (1922, 1928), Bydgoszczy (1924), Lublinie (1931), Kielcach (1945, 1949). Wystawa krakowska z 1920, zorganizowana przez miejscowe Towarzystwo Przyjaciół Sztuk Pięknych, była pierwszym krajowym pokazem jego prac malarskich i rzeźbiarskich (zaprezentował cztery obrazy oraz pięć rzeźb, w tym dwie płaskorzeźby) i spotkała się z przychylnymi głosami krytyki. Maciej Szukiewicz w swojej recenzji o wymownym tytule Czyżby narodziny polskiej rzeźby? pisał: „W każdej [z rzeźb] przebija się ogromna łatwość koncepcji i dążenie do kompozycji, to jest do tego, czego w dotychczasowej rzeźbie polskiej prawie nie widzieliśmy. A zaprawdę czas już, aby oprócz poprawnie wykonanych portretów i drobnych galanteryjnych «kawałków» zaczęła polska rzeźba myśleć o zadaniach, czekających ją w wolnej Polsce. Rzeźba monumentalna będzie nam wkrótce równie potrzebną, jak narodom wolnym i zasobnym i szczęśliwie się składa, że artysta taki, jak W. Durek, mający za sobą prócz ukończonej architektury, znajomość wszystkich technik w drzewie, stiuku, marmurze i brązie, osiada w kraju, aby mu oddać wą pracę i niepośledni talent”.
Był twórcą głównie rzeźb pomnikowych i o tematyce religijnej, chętnie tworzył w betonie. W 1931 wykonał figurę Chrystusa Króla na zamówienie proboszcza z Chojnic, ks. Bolesława Makowskiego; pomnik stanął na placu Królowej Jadwigi w Chojnicach (późniejszy plac Niepodległości) i przetrwał do września 1939, kiedy został obalony przez hitlerowców. Figurę ukryli chojnicki duchowny ks. Riebandt oraz zakrystian Lehman, dzięki czemu, przy wsparciu byłych więźniów obozów koncentracyjnych, mogła powrócić na dawne miejsce 11 listopada 1946. Durek wykonał ponadto m.in. płaskorzeźbę w kaplicy Matki Boskiej w Chełmży (ok. 1932), pomnik na cześć poległych żołnierzy 8. toruńskiego pułku saperów w Toruniu (1928, zniszczony w 1939), pomnik Stanisława Moniuszki w Toruniu (1923, zdemontowany w 1928), kompleks rzeźbiarski na terenie garnizonu w Komorowie (1932-1933), przedstawiający polskich wodzów, królów i bohaterów powstania listopadowego oraz Stanisława Moniuszkę, rzeźby do 12 kaplic Kalwarii w Wielu (1915-1924), upamiętniające ofiary I wojny światowej, betonowe rzeźby w parku biskupim w Pelplinie (1937, Grupa św. Wojciecha, Cud nad Wisłą, dwie grupy – łącznie 10 postaci – biskupów pomorskich). Przy dwóch ostatnich pracach współpracował z Ignacym Zelkiem. Związki Durka z Pelplinem sięgały roku 1924, kiedy to wykonał krucyfiks na zamówienie wojewody pomorskiego Stanisława Wachowiaka, składającego pierwszą oficjalną wizytę biskupowi chełmińskiemu Augustynowi Rosentreterowi; w kolejnych latach, już po objęciu diecezji przez Stanisława Okoniewskiego, rzeźbiarz pozostał blisko związany z Pelplinem (rzeźby z parku biskupiego uległy zniszczeniu w czasie wojny, zachował się monumentalny krzyż na ganku pałacu biskupiego). W latach 1935–1936 wykonał monumentalną rzeźbę Chrystusa Króla w Małej - swojej rodzinnej miejscowości. Rzeźba zbliżona formą do Chrystusa z Rio de Janeiro o wysokości ok. 17 m i rozpiętości ramion 8 m góruje nad okolicą. Po wojnie, mieszkając już w Kielcach, na potrzeby Pomorza wykonał jeszcze pomnik pomordowanych w 1939 w Chełmży. Ponadto Durek zajmował się dekorowaniem wnętrz kościelnych (m.in. w kościele w Wielu), malował portrety i sceny religijne. Zajmował się również medalierstwem, uzyskał III nagrodę w konkursie na medal pierwszego Sejmu Rzeczypospolitej Polskiej po odzyskaniu niepodległości.
Stylowo Durek bliski był symbolizmowi i neoromantyzmowi. Wywodząc się z mediolańskiej szkoły Medardo Rosso, przyjmował założenia teoretyczne tego twórcy, wyrażające się m.in. we frontalności prac monumentalnych, narzucającej centralny punkt widzenia. Zgodnie z zasadą „nieobchodzenia posągu” Durek poszukiwał dla swoich prac pomnikowych tła, którym np. w przypadku kompleksu rzeźb w Pelplinie stawała się zieleń. Koncepcje Durka spotykały się niekiedy z niezrozumieniem odbiorców, co przesądziło m.in. o losie toruńskiego pomnika Moniuszki. Pomnik zdemontowano po zaledwie pięciu latach od jego ustawienia, oficjalnie w związku z budową w sąsiedztwie wielkiego pawilonu wystawowego, ale nie bez znaczenia pozostawała opinia współczesnych, że jest to dzieło przestarzałe i o niskiej wartości. Zdanie to podzielał znany architekt i dyrektor Wydziału Techniczno-Budowlanego Zarządu Miejskiego Torunia Kazimierz Ulatowski, który skądinąd zgłosił własny projekt pomnika Moniuszki, do jego realizacji jednak nie doszło; podobnie nie zrealizowano zamiaru ustawienia popiersia kompozytora z pomnika dłuta Durka w innym miejscu parku miejskiego, ostatecznie zdemontowane dzieło uległo prawdopodobnie zniszczeniu po zmagazynowaniu.
Wykonał także wszystkie rzeźby dla kościoła seminaryjnego w Ołtarzewie. Zaprzyjaźniony z miejscowymi pallotynami, spoczął na pallotyńskim cmentarzu w Ołtarzewie, jako jedna z dwóch osób spoza Stowarzyszenia Apostolstwa Katolickiego (drugą był ks. Antoni Słomkowski).
Jego prace znajdują się w zbiorach kilku polskich muzeów:
- Muzeum Okręgowe w Toruniu – betonowe rzeźby Akt i Dwie główki dziecięce, obrazy olejne Autoportret (1922), Pietà (1927)
- Muzeum im. Leona Wyczółkowskiego w Bydgoszczy – drewniana rzeźba Głowa górala w kapeluszu
- Muzeum Teatralne w Warszawie – Portret Haliny Dunin-Rychłowskiej w roli panny młodej w „Weselu” Wyspiańskiego (olej, 1917)

Artystą plastykiem był także młodszy brat Wojciecha, Andrzej Piotr Durek (ur. 26 czerwca 1894 w Małej). Andrzej Durek należał w latach 1912-1914 do Drużyn Strzeleckich, potem służył w II brygadzie Legionów, a w 1920 ochotniczo na froncie wojny polsko-rosyjskiej. W okresie międzywojennym mieszkał w Rzeszowie, gdzie uczył w szkole krawieckiej. Działał tamże w organizacjach artystów i weteranów, pełnił funkcję ławnika, został odznaczony Krzyżem Niepodległości. Od listopada 1920 był żonaty z Honoratą Kołczak. Podobnie jak brat, tworzył rzeźby pomnikowe i religijne. Rzeszowskie muzeum posiada w zbiorach jego akwafortę Drewniany kościółek w Swilczy.